# Западный (приток Сегежи)
Западный — ручей в России, протекает по территории Поповпорожского сельского поселения Сегежского района Республики Карелии. Длина ручья — 10 км.
Ручей берёт начало из болота без названия на высоте выше 104,1 над уровнем моря.
Течёт преимущественно в юго-восточном направлении по заболоченной местности.
Ручей в общей сложности имеет три притока суммарной длиной 3,0 км.
Втекает на высоте 89,5 м над уровнем моря в реку Сегежу, которая, в свою очередь, впадает в Выгозеро.
Населённые пункты на ручье отсутствуют.
Код объекта в государственном водном реестре — 02020001212202000006190.